# Vegas (Fernsehserie, 1978)/Episodenliste

Logo der Serie

Dies ist die Episodenliste der US-amerikanischen Krimiserie Vegas (Originaltitel: Vega$), die von 1978 bis 1981 produziert und im Fernsehsender ABC gezeigt wurde. Die Serie umfasst drei Staffeln mit je 23 Episoden (Erste Staffel 22 plus Pilotfilm Auftrag ohne Honorar). Das ZDF strahlte von 1980 bis 1981 insgesamt 27 Folgen der Serie aus. Erst 1989 bis 1990 zeigte ProSieben die verbleibenden 42 Episoden. Bei einigen deutschen Ausstrahlungsdaten bestehen unterschiedliche Angaben, die in die Liste eingefügt wurden. Die US-Ausstrahlungsdaten stammen von epguides.com und die deutschen Daten von wunschliste.de.

## Übersicht
| Staffel | Episodenanzahl | Erstausstrahlung USA | Erstausstrahlung USA | Deutschsprachige Erstausstrahlung | Deutschsprachige Erstausstrahlung |
| Staffel | Episodenanzahl | Staffelpremiere      | Staffelfinale        | Staffelpremiere                   | Staffelfinale                     |
| ------- | -------------- | -------------------- | -------------------- | --------------------------------- | --------------------------------- |
| 1       | 23             | 25. Apr. 1978        | 9. Mai 1979          | 9. Aug. 1980                      | 27. Nov. 1989                     |
| 2       | 23             | 19. Sep. 1979        | 7. Mai 1980          | 18. Mär. 1981                     | 13. Apr. oder 25. Juni 1990       |
| 3       | 23             | 5. Nov. 1980         | 10. Juni 1981        | 25. Dez. 1989                     | 18. oder 25. Juni 1990            |

## Staffel 1
| Nr. (ges.) | Nr. (St.) | Deutscher Titel                 | Originaltitel            | Erstausstrahlung USA | Deutschsprachige Erstausstrahlung (D) | Regie             | Drehbuch                      | Gaststars                                                  |
| ---------- | --------- | ------------------------------- | ------------------------ | -------------------- | ------------------------------------- | ----------------- | ----------------------------- | ---------------------------------------------------------- |
| 1          | 1         | Auftrag ohne Honorar            | High Roller              | 25. Apr. 1978 (ABC)  | 9. Aug. 1980                          | Richard Lang      | Michael Mann                  | Scatman Crothers                                           |
| 2          | 2         | Der Löwenanteil                 | Centerfold               | 20. Sep. 1978        | 13. Aug. 1980                         | Harry Falk        | Burton Armus                  | —                                                          |
| 3          | 3         | Ein Spiel mit drei Damen        | The Games Girls Play     | 27. Sep. 1978        | 26. Nov. 1980                         | Sutton Rolley     | Fred Freiberger               | —                                                          |
| 4          | 4         | Mishkin-Mädchenagentur          | Mother Mishkin           | 11. Okt. 1978        | 2. Okt. 1989 (PRO 7)                  | Bernard McEveety  | Ron Friedman                  | Antonio Fargas                                             |
| 5          | 5         | Das Todestrio                   | Love, Laugh and Die      | 18. Okt. 1978        | 4. Feb. 1981                          | Don Chaffey       | Richard Carr                  | —                                                          |
| 6          | 6         | Ein Mann ohne Grab              | Yes, My Darling Daughter | 25. Okt. 1978        | 4. März 1981                          | Don Chaffey       | Milt Rosen                    | Strother Martin, Slim Pickens, Lauren Tewes, Lloyd Bochner |
| 7          | 7         | Leichte Beute                   | Lady Ice                 | 1. Nov. 1978         | 10. Dez. 1980                         | Marc Daniels      | Burton Armus                  | Kim Basinger, Cameron Mitchell                             |
| 8          | 8         | Schnee über der Show            | Milliken's Stash         | 8. Nov. 1978         | 27. Aug. 1980                         | Lawrence Doheny   | Larry Alexander               | Pernell Roberts                                            |
| 9          | 9         | Der Showgirl-Jäger              | The Pageant              | 15. Nov. 1978        | 16. Okt. 1989 (PRO 7)                 | Larry Dobkin      | E. Nick Alexander             | Robert Reed                                                |
| 10         | 10        | Eine Art Sklavenhandel          | Lost Women               | 22. Nov. 1978        | 23. Okt. 1989 (PRO 7)                 | Paul Stanley      | Burton Armus                  | Cesar Romero, Moses Gunn                                   |
| 11         | 11        | Ihr Auftritt, Ginny             | Second Stanza            | 6. Dez. 1978         | 21. Jan. 1981                         | Bob Kelljan       | Jeff Miro                     | Peter Breck                                                |
| 12         | 12        | Aufschlag Bobby Howard          | Serve, Volley and Kill   | 20. Dez. 1978        | 22. Okt. 1980                         | Sutton Roley      | Norman Lessing                | Red Buttons                                                |
| 13         | 13        | Wie Jack the Ripper             | Ghost of the Ripper      | 10. Jan. 1979        | 30. Okt. 1989                         | Larry Dobkin      | Larry Forrester               | John Larch                                                 |
| 14         | 14        | Das Platten-Komplott            | The Eleventh Event       | 17. Jan. 1979        | 7. Jan. 1981                          | Don Chaffey       | Brian McKay                   | Muhammad Ali, Robert Loggia                                |
| 15         | 15        | Der Flammenwerfer               | Kill Dan Tanna!          | 24. Jan. 1979        | 6. Nov. 1989 (PRO 7)                  | Curtis Harrington | Larry Forrester               | Richard Lynch, Julius Harris                               |
| 16         | 16        | Rauchzeichen über dem Berg      | Death Mountain           | 31. Jan. 1979        | 18. Feb. 1981                         | George McGowan    | Michael Mann, Larry Forrester | Joan Van Ark, Keye Luke, Ken Curtis                        |
| 17         | 17        | Sein Freund, der Killer         | Best Friends             | 7. Feb. 1979         | 13. Nov. 1989 (PRO 7)                 | Don Chaffey       | Robert Earll                  | John Rubinstein                                            |
| 18         | 18        | Mädchen – Angebot und Nachfrage | Demand and Supply        | 14. Feb. 1979        | 20. Nov. 1989 (PRO 7)                 | Cliff Bole        | Gerry Davis                   | William Smith                                              |
| 19         | 19        | Liebe hat ihre Opfer            | Everything I Touch       | 28. Feb. 1979        | 9. Okt. 1989 (PRO 7)                  | Paul Stanley      | E. Nick Alexander             | Heather Menzies                                            |
| 20         | 20        | Mordpoker                       | Doubtful Target          | 7. März 1979         | 24. Sep. 1980                         | Lawrence Doheny   | E. Nick Alexander             | Leslie Nielsen                                             |
| 21         | 21        | Du hast nie gelebt, Gary        | Touch of Death           | 14. März 1979        | 8. Okt. 1980                          | Don Chaffey       | James Schmerer                | Stephen Elliott, Alan Oppenheimer                          |
| 22         | 22        | Die feurige Frau                | A Way to Live            | 2. Mai 1979          | 5. Nov. 1980                          | Don Chaffey       | Burton Armus                  | —                                                          |
| 23         | 23        | Leibwächter der Prinzessin      | The Visitor              | 9. Mai 1979          | 27. Nov. 1989 (PRO 7)                 | Lawrence Doheny   | Burton Armus                  | Kim Cattrall                                               |

## Staffel 2
| Nr. (ges.) | Nr. (St.) | Deutscher Titel                  | Originaltitel                | Erstausstrahlung USA | Deutschsprachige Erstausstrahlung (D) | Regie             | Drehbuch                       | Gaststars                                  |
| ---------- | --------- | -------------------------------- | ---------------------------- | -------------------- | ------------------------------------- | ----------------- | ------------------------------ | ------------------------------------------ |
| 24         | 1         | Drogen für den Friedhof          | Redhanded                    | 19. Sep. 1979 (ABC)  | 18. März 1981                         | Don Chaffey       | Gerry Davis                    | Melanie Griffith                           |
| 25         | 2         | Ihr Sessel wird frei, Mr. Roth   | The Usurper                  | 26. Sep. 1979        | 15. Apr. 1981                         | Don Chaffey       | Valerie Allen                  | Robert Reed, Scatman Crothers, Dean Martin |
| 26         | 3         | Das Kreuz von Caceres            | Mixed Blessing               | 3. Okt. 1979         | 4. Dez. 1989 (PRO 7)                  | Cliff Bole        | David P. Harmon                | David Huddleston                           |
| 27         | 4         | Schicksal einer Ausreißerin      | Runaway                      | 24. Okt. 1979        | 18. Dez. 1989 (PRO 7)                 | Cliff Bole        | Leo Garen                      | Pat Hingle                                 |
| 28         | 5         | Laufsteg in den Tod              | Design for Death             | 31. Okt. 1979        | 30. Sep. 1981                         | Phil Bondelli     | Ken Pettus                     | —                                          |
| 29         | 6         | Schatten einer Karriere          | Shadow on a Star             | 14. Nov. 1979        | 2. April oder 25. Juni 1990 (PRO 7)   | Don Chaffey       | Pat Dunlop                     | Lisa Hartman                               |
| 30         | 7         | Dan Tanna wird sterben           | Dan Tanna Is Dead            | 21. Nov. 1979        | 27. Mai 1981                          | Alf Kjellin       | Dallas Barnes                  | —                                          |
| 31         | 8         | Gardez für zwei Damen            | The Macho Murders            | 28. Nov. 1979        | 16. Sep. 1981                         | Lawrence Doheny   | David P. Harmon, Elaine Newman | Shelley Winters                            |
| 32         | 9         | Die Bank verliert                | The Day The Gambling Stopped | 12. Dez. 1979        | 10. Juni 1981                         | Cliff Bole        | Robert E. Swanson              | —                                          |
| 33         | 10        | Die heißen Öfen von Justin Marsh | Classic Connection           | 19. Dez. 1979        | 1. Apr. 1981                          | Don Chaffey       | Dallas Barnes                  | Wayne Newton                               |
| 34         | 11        | Das Privatdetektiv-Treffen       | Night Of A Thousand Eyes     | 2. Jan. 1980         | 11. Dez. 1989 (PRO 7)                 | Don Chaffey       | Jack Turley                    | —                                          |
| 35         | 12        | Die hypnotisierte Zeitbombe      | Lost Monday                  | 9. Jan. 1980         | 8. Jan. 1990 (PRO 7)                  | Phil Bondelli     | Marty Roth                     | Phil Morris                                |
| 36         | 13        | 9 Uhr 30 ist die Show vorbei     | Comeback                     | 16. Jan. 1980        | 15. Jan. 1990 (PRO 7)                 | Lewis Teague      | Robert E. Swanson              | Bruce Glover                               |
| 37         | 14        | Hochzeit mit Handschellen        | All Kinds Of Love            | 23. Jan. 1980        | 8. Juli 1981                          | Larry Dobkin      | Larry Forrester                | —                                          |
| 38         | 15        | Die bezaubernden Schwestern      | Magic Sister Slayings        | 30. Jan. 1980        | 22. Juli 1981                         | Don Chaffey       | Pat Dunlop                     | —                                          |
| 39         | 16        | Die Lido-Girls                   | Lido Girls                   | 6. Feb. 1980         | 19. Aug. 1981                         | Don Chaffey       | James Schmerer                 | Louis Jourdan                              |
| 40         | 17        | Das Konsortium                   | Consortium                   | 27. Feb. 1980        | 5. Aug. 1981                          | Larry Dobkin      | Robert Earll                   | Lloyd Bochner                              |
| 41         | 18        | Auge um Auge                     | The Hunter Hunted            | 5. März 1980         | 29. Apr. 1981                         | E. Nick Alexander | Cliff Bole                     | Robert Loggia, Captain & Tennille          |
| 42         | 19        | Schwarze Rosen für Dan           | The Man Who Was Twice        | 12. März 1980        | 1. Jan. 1990 (13th Street)            | Alf Kjellin       | Judy Burns                     | —                                          |
| 43         | 20        | Der Golden Gate Cop-Killer (1)   | Golden Gate Cop Killer (1)   | 19. März 1980        | 13. Apr. 1990 (PRO 7)                 | Cliff Bole        | Robert Earll, Judy Burns       | Andrew Robinson, Tanya Roberts             |
| 44         | 21        | Der Golden Gate Cop-Killer (2)   | Golden Gate Cop Killer (2)   | 19. März 1980        | 13. Apr. 1990 (PRO 7)                 | Cliff Bole        | Robert Earll, Judy Burns       | Andrew Robinson, Tanya Roberts             |
| 45         | 22        | Geiselnahme im Desert Inn        | Siege Of The Desert Inn      | 30. Apr. 1980        | 22. Jan. 1990 (PRO 7)                 | Larry Dobkin      | Michael Mann, Larry Forrester  | Cameron Mitchell                           |
| 46         | 23        | Vendetta                         | Vendetta                     | 7. Mai 1980          | 2. Sep. 1981                          | Michael McLean    | Michael Mann, Albert Aley      | Joseph Campanella                          |

## Staffel 3
| Nr. (ges.) | Nr. (St.) | Deutscher Titel                 | Originaltitel            | Erstausstrahlung USA | Deutschsprachige Erstausstrahlung (D) | Regie              | Drehbuch                                     | Gaststars                    |
| ---------- | --------- | ------------------------------- | ------------------------ | -------------------- | ------------------------------------- | ------------------ | -------------------------------------------- | ---------------------------- |
| 47         | 1         | Gehirnwäsche auf Hawaii (1)     | Aloha, You’re Dead (1)   | 5. Nov. 1980 (ABC)   | 4. Juni 1990 (PRO 7)                  | Don Chaffey        | Michael Mann, Herman Groves                  | Pernell Roberts              |
| 48         | 2         | Gehirnwäsche auf Hawaii (2)     | Aloha, You’re Dead (2)   | 5. Nov. 1980         | 4. Juni 1990 (PRO 7)                  | Don Chaffey        | Michael Mann, Herman Groves                  | Pernell Roberts              |
| 49         | 3         | Die Reise nach Acapulco         | Black Cat Killer         | 12. Nov. 1980        | 12. Feb. 1990 (PRO 7)                 | Ray Austin         | Herman Groves                                | —                            |
| 50         | 4         | Pat Klein und die Damen         | Sudden Death             | 19. Nov. 1980        | 26. Feb. 1990 (PRO 7)                 | Gabrielle Beaumont | Bill Stratton                                | Gary Lockwood, Jill St. John |
| 51         | 5         | Satin und die Liebe             | Love Affair              | 26. Nov. 1980        | 5. Mär. 1990 (PRO 7)                  | Cliff Bole         | Robert Earll                                 | —                            |
| 52         | 6         | Die süchtige Zeugin             | A Deadly Victim          | 3. Dez. 1980         | 29. Jan. 1990 (PRO 7)                 | Ray Austin         | James Schmerer                               | Bubba Smith                  |
| 53         | 7         | Die Nonne in der Spielhölle     | Deadly Blessing          | 10. Dez. 1980        | 19. Feb. 1990 (PRO 7)                 | Michael McLean     | Michael Mann, Robert Earll                   | John Larch, John Vernon      |
| 54         | 8         | Nicht vor Weihnachten zu öffnen | Christmas Story          | 17. Dez. 1980        | 25. Dez. 1989 (PRO 7)                 | Charles Picerni    | Michael Mann, Anne Collins                   | —                            |
| 55         | 9         | Dein letzter Schuss, Daniel!    | The Andreas Addiction    | 7. Jan. 1981         | 5. Feb. 1990 (PRO 7)                  | Alf Kjellin        | Michael Mann, Herman Groves                  | Joe Penny, Don Stroud        |
| 56         | 10        | ... und rettete ihm das Leben   | Sordough Suite           | 14. Jan. 1981        | 12. Mär. 1990 (PRO 7)                 | Charles Picerni    | Michael Mann, Judy Burns                     | —                            |
| 57         | 11        | Des Teufels Advokat             | Murder By Mirrors        | 21. Jan. 1981        | 16. Apr. 1990 (PRO 7)                 | Ray Austin         | Herman Groves                                | Patrick Macnee               |
| 58         | 12        | Drei Mädchen am Flipper         | Blacklash                | 18. Feb. 1981        | 7. Mai 1990 (PRO 7)                   | Cliff Bole         | Michael Mann, Herman Groves                  | —                            |
| 59         | 13        | Das todsichere System           | Heist                    | 25. Feb. 1981        | 14. Mai 1990 (PRO 7)                  | Don Chaffey        | Herman Groves                                | —                            |
| 60         | 14        | Ein Hauch von Jasmin            | No Way To Treat A Victim | 4. März 1981         | 26. Mär. 1990 (PRO 7)                 | Ray Austin         | Anne Collins                                 | —                            |
| 61         | 15        | Binzer, Bobby und Moneten       | Time Bomb                | 11. März 1981        | 19. Mär. 1990 (PRO 7)                 | Cliff Bole         | Robert Earll                                 | Michael Constantine          |
| 62         | 16        | Blind gegen die Mafia           | Out Of Sight             | 18. März 1981        | 23. Apr. 1990 (PRO 7)                 | Cliff Bole         | Anne Collins                                 | Harry Guardino               |
| 63         | 17        | Eine Falle für Nelson           | Set Up                   | 25. März 1981        | 21. Mai 1990 (PRO 7)                  | Cliff Bole         | E. Duke Vincent, Robert Earll                | Sybil Danning                |
| 64         | 18        | Das Täuschungsmanöver           | Killing                  | 15. Apr. 1981        | 28. Mai 1990 (PRO 7)                  | Don Chaffey        | Richard Kenneth Wells                        | —                            |
| 65         | 19        | Operation „Hobby“               | Seek And Destroy         | 22. Apr. 1981        | 11. Juni 1990 (PRO 7)                 | Michael McLean     | Bill Stratton                                | Tori Spelling                |
| 66         | 20        | Des Sängers Fluch               | Dead Ringer              | 29. Apr. 1981        | 25. Juni oder 2. Apr. 1990 (PRO 7)    | Cliff Bole         | Herman Groves                                | Wayne Newton, Richard Lynch  |
| 67         | 21        | Nur weibliche Kundschaft        | French Twist             | 6. Mai 1981          | 18. Juni 1990 (PRO 7)                 | Charles Picerni    | Anne Collins                                 | Lloyd Bochner                |
| 68         | 22        | Lösegeld in Diamanten           | Nightmare Come True      | 3. Juni 1981         | 30. Apr. 1990 (PRO 7)                 | Dennis Donnelly    | Anne Collins                                 | —                            |
| 69         | 23        | Wer fällt das Urteil?           | Judgement Pronounced     | 10. Juni 1981        | 9. Apr. 1990 (PRO 7)                  | Dennis Donnelly    | Michael Mann, David P. Harmon, Bill Stratton | —                            |